# Кашкадаря
Кашкадаря (на узбекски: Qashqa Darya или Kashka Darya; на руски: Кашкадарья) е река в Таджикистан и Узбекистан (Кашкадаринска област), губеща се в пясъците на Каршинската степ (де факто реката попада във водосборния басейн на река Амударя). Дължина 378 km. Площ на водосборния басейн 8780 km².
Река Кашкадаря се образува под името Шингасай в района на село Фараб (в най-западната част на Таджикистан), на 1763 m н.в. от сливането на няколко малки реки, водещи началото си от западните части на Зеравшанския хребет на север и Хисарския хребет на юг. При село Дуаб реката излиза от планината и навлиза в обширната Каршинска степ. Тук тя получава множество предимно леви притоци: Джиндидаря, Аксу, Танхизидаря, Къзълдаря, Лангар, Катаурадаря, много от които по воден обем надвишават нейния и река Аякчидаря (десен). При град Карши Кашкадаря вече под името Майманакдаря завива на запад-северозапад и югозападно от град Касан водите ѝ напълно изчезват в пясъците, на около 340 m н.в.. Има предимно снежно-дъждовно подхранване, с ясно изразено пролетно пълноводие и лятно маловодие. Среден годишин отток при село Дуаб (на 266 km от устието) 24,9 m³/sec. Водите ѝ изцяло се използват за напояване в Каршинската степ. Освен това в Карадаря постъпват допълнителни води по канала Ескианхор от север, от река Зеравшан. За регулиране и по-оптимално използване на водите ѝ е изградено Чимкурганското водохранилище, а на левия ѝ приток река Катаурадаря – Пачкамарското водохранилище. По течението на реката в Кашкадаринска област на Узбекистан са разположени градовете: Китаб, Чиракчи и Карши.

## Топографска карта
- J-41-Б М 1:500000[2]
- J-42-А М 1:500000[3]